# Secesija
 Ovo je glavno značenje pojma Secesija. Za politički termin pogledajte Odcjepljenje.
Secesija (od njem. Sezession) ili  art nouveau (francuski: „nova umjetnost”) je stilski pravac u umjetnosti koji se javio kao reakcija na akademizam i eklekticizam zadnjih desetljeća 19. stoljeća (francuski: fin-de-siècle). Inspiriran prirodom, u arhitekturu, primijenjenu umjetnost, slikarstvo i kiparstvo unosi elegantnu profinjenost zakrivljenih i ornamentalnost plošnih linija (likovna umjetnost). On je želio „uljepšati industrijsku proizvodnju, spojiti umjetnost i obrt, ukrasiti bezlične fasade zgrada”.
U pojedinim zemljama secesija se različito nazivala: u Francuskoj i Belgiji Art Nouveau, u Njemačkoj se zove Jugendstil, u Italiji Floreale ili Liberty (nazvan po londonskom dućanu koji je prodavao modernu dizajnerski robu proisteklu iz pokreta "Arts and Crafts"), u Velikoj Britaniji Modern Style, u Španjolskoj Modernismo, u Belgiji stil Coup de fuet ili Velde stil, u SAD-u je prihvaćena kasnija inačica - Art deco, a kod nas je poznatija pod Austrijskim nazivom – „secesija” (odcjepljenje, osamostaljenje).

## Art nouveau u Francuskoj i Belgiji
Pod nazivom art nouveau secesija se javila u Francuskoj oko 1880. i doživjela vrhunac početkom 20. stoljeća, točnije od 1892. do 1902. Naziv dolazi od dućana Maison de l'Art Nouveau (fra.: Dom nove umjetnosti) u Parizu vlasnika Samuela (Siegfrida) Binga, sa stvarima dizajniranima u tom novom stilu. U Bruxellesu u Belgiji stil su dodatno obogatili i razvili arhitekti i dizajneri Victor Horta i Henry van de Velde. Art Nouveau dizajneri u Belgiji, Švicarskoj i Francuskoj uključuju umjetnike kao što su: Theophile Alexandre Steinlen, Alphonse Mucha, Hector Guimard i Émile Gallé.

## Jugendstil
Godine 1892. u Münchenu, kulturni časopis Die Jugend (Mladost) kreatora G. Hirtha je aktivno promovirao Jugendstil (njemački za „mladenački stil”) u umjetnosti i mnogi su lokalni umjetnici sudjelovali u njegovoj borbi s tradicijom. Taj "novi stil" je postao suvremenikom art nouveau stila u Francuskoj i sličnima koji su nicali posvuda u Europi. 
Mnoge tvrtke kao WMF su surađivale u izvozu te umjetnosti i dizajna te tako učinile stil poznatim diljem svijeta; kombinirajući dekorativne motive kao ženske figure (obično prezentirane isprepletene u dugu kosu i mekanim haljinama) te razne štrkljaste geometrijske oblike.
U arhitekturi su nastale zgrade u Darmstadtu (Umjetnička kolonija u Darmstadtu), Dresdenu, Münchenu i Frankfurtu; djela mnogih velikih arhitekata: Auguste Perret, Henri Clemens Van de Velde, Josef Maria Olbrich, Peter Behrens.
Mnogi drugi umjetnici i dizajneri su također pridonijeli razvoju stila kao: Hugo Leven i Friedrich Adler.
Jugendstil je jako utjecao na susjedne zemlje pa tako je u Nizozemskoj, djelovala tipična jugendstil kompanija, Urania.
U Austro-Ugarskoj monarhiji, jugendstil se razvijao na nekoliko načina, većinom pod utjecajem bečke secesije i Werkstatte-a.

## Secesija
Lokalni nazivi za ovaj samosvjesni, radikalni i reformistički stil koji je prethodio modernizmu u Beču je bio secesija (latinski: odcjepljenje, osamostaljenje). Mnogi dalekovidni umjetnici i dizajneri pobjegli su iz kolotečine salonskih izložbenih prostora i počeli izlagati samostalno u konegenijalnijim okruženjima.
Jedna od najvažnijih karakteristika ovog stila je dinamična, valovita linija sinkopiranog ritma, dekorativnost i asimetričnost. Oblici izgledaju kao da će oživjeti i „rastu” u forme poput biljaka.
Glavni predstavnici su: slikari F. Von Stuck, M. Liebermann, Gustav Klimt, švicarac Ferdinand Holder i arhitekti Otto Wagner i Josef Hoffmann.
Otto Wagner (1841. – 1918.) je najjači i najistaknutiji predstavnik bečke secesije. Nakon gradnje mnogih pseudoklasicističkih i historicističkih objekata hrabro je kročio u 20. stoljeće ukrasivši pročelje jednostavne armirano betonske građevine keramičkim pločicama s cvjetnim motivima (npr. Majolika, 1889., Beč). Taj način ukrašavanja (ornamentalni i dekorativni), koji je proizašao iz prirodnih oblika (u prvom redu iz cvijeća) stiliziranih u duhu vremena i stila, obilježio je secesiju. 
Recimo i to da je učenik Otta Wagnera bio Josef Hoffman koji se ubraja u preteče moderne arhitekture, a njegovi učenici su osnovali poznatu „Zagrebačku školu arhitekture” koja promicala načela moderne arhitekture.
Općenito, umjetnički pokret secesije u Hrvatskoj paralelan je s bečkim; već 1897. godine, iste godine kada se secesija javila u Beču, grupa umjetnika istupila je iz Društva umjetnosti i osnovala Društvo hrvatskih umjetnika. U našoj sredini secesija će stvoriti temelje naglog i svjetski relevantnog razvitka hrvatske umjetnosti tijekom dvadesetog stoljeća.
Od hrvatske secesije treba istaknuti djela slikara Vlaha Bukovca, Bele Čikoša Sesije, Mirka Račkog, Tomislava Krizmana te Roberta Auera, kipara Roberta Frangeša Mihanovića, Ivana Meštrovića, arhitekata Rudolfa Lubynskog, Aladara Baranyaija, Ignjata Fischera, Dionisa Sunka, Viktora Kovačića, Kamila Tončić-Sorinja 
i drugih.

## Art deco
Art deco je kratica francuskog izraza art dècoratif („dekorativna umjetnost”), pojam nastao na izložbi dekorativne umjetnosti u Parizu 1925. godine. Od 1920. – 1930. javio se kao stil u modernoj umjetnosti u Europi i SAD-u vezan za secesiju (art nouveau) i Wiener Werkstätte. Bio je prisutan u svim područjima umjetničkog oblikovanja života. Posebna pozornost pridaje se unutarnjem uređenju prostora, plakatima, opremi knjiga, a slikarstvo često poprima i dekorativnu funkciju (Tamara de Lempicka). 
U Hrvatskoj je Art Deco prisutan od 1920-ih na svim područjima oblikovanja: keramike, plakata, sitne plastike, scenografije itd. U arhitekturi je uočljiv na više javnih objekata (npr. hotel Dubrovnik i pročelje Name u Zagrebu).